# Orgyia nurolhaki
Orgyia nurolhaki är en fjärilsart som beskrevs av Ebert 1968. Orgyia nurolhaki ingår i släktet fjädertofsspinnare, och familjen tofsspinnare. Inga underarter finns listade i Catalogue of Life.